# Zōni

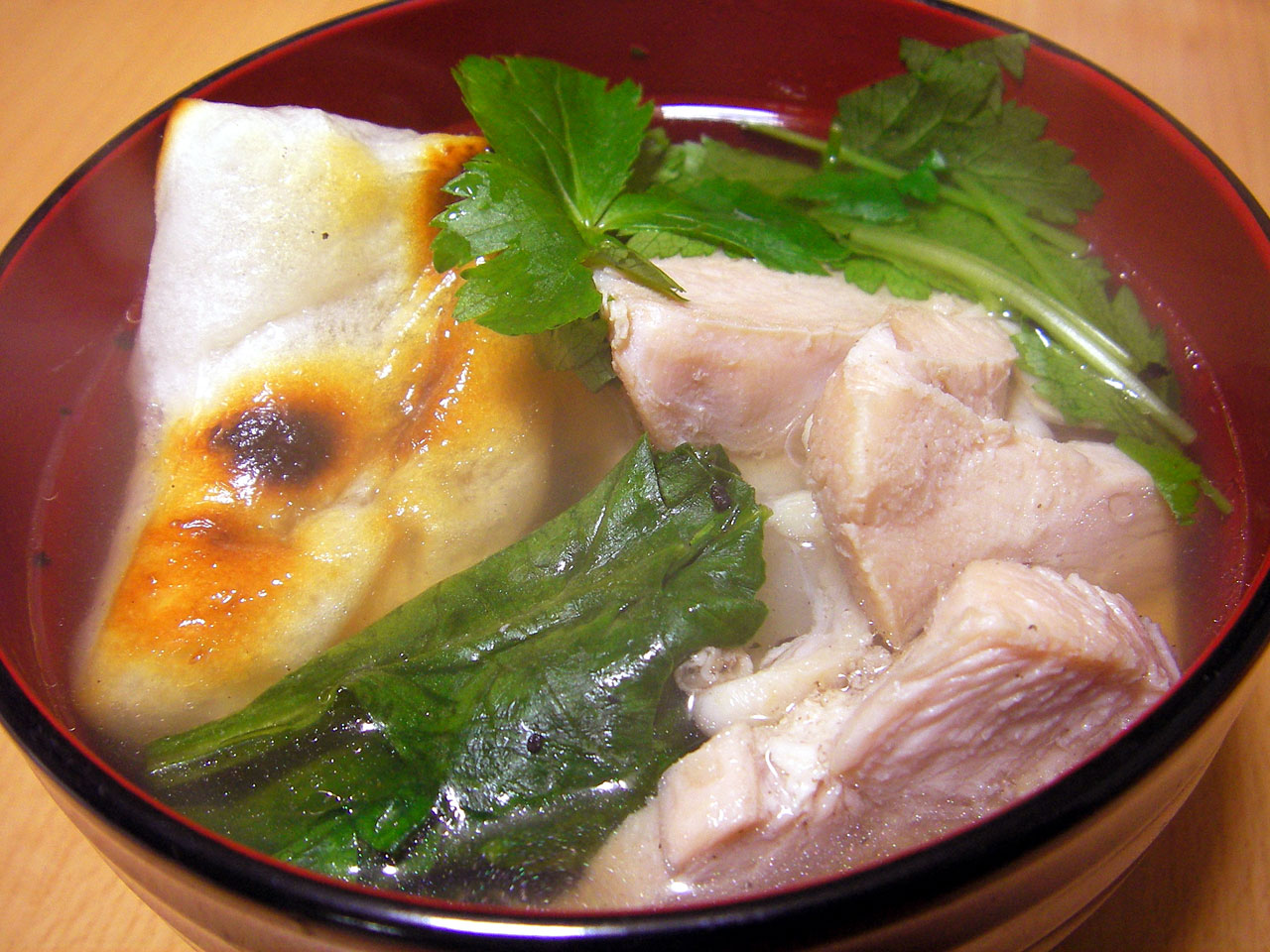
Zōni

Zōni (雑煮) é uma especialidade da culinária japonesa. É uma sopa contendo motis tradicionalmente servida durante as festividades de ano novo no Japão, chamadas de shogatsu. Os ingredientes desta sopa variam de acordo com a localidade no Japão, mas geralmente consistem em cenoura, daicon e dashi além do próprio moti . No leste do Japão (Tóquio) a sopa é feita com shōyu, já no oeste (Osaka) é feita com missô . É um alimento servido desde o tempo dos samurais, sendo preparado durante as batalhas. Mais tarde tornou-se um prato popular no país.